# Phare d'Egmont Key
Le phare d'Egmont Key (en anglais : Egmont Key Light) est un phare situé à l'extrémité nord d'Egmont Key à l'embouchure de la baie de Tampa, dans le comté de Hillsborough en Floride. Il fait partie intégrante du Parc d'État d'Egmont Key créé en 1974.
Il est inscrit au Registre national des lieux historiques depuis le 1er avril 1999 sous le n° 99000410.

## Historique
Le phare d'Egmont key est la plus vieille structure de signalisation maritime de la région de Tampa Key. Lorsque le premier phare fut construit en 1848, il était le seul phare sur la côte du Golfe entre le phare de Key West et le phare de St. Marks. En septembre 1848, un ouragan recouvrit l’île de près de deux mètres d'eau et endommagea le phare. Le gardien et sa famille ont survécu à la tempête en se réfugiant dans un petit bateau attaché à un arbre. Lorsque le gardien a constaté les dommages au phare, il a ramé jusqu'à Tampa et n'est jamais revenu. Quelques semaines plus tard, un autre ouragan causa encore plus de dégâts et l'érosion des plages menaça de faire basculer la tour. Un ouragan en 1852 a de nouveau menacé de renverser la tour en sapant sa fondation.
En 1857, les travaux de reconstruction de la tour ont commencé en le déplaçant légèrement à l’intérieur des terres. Sa reconstruction a été achevée en 1858 et le phare a été remis en service avec une nouvelle lentille de Fresnel de troisième ordre. L'objectif a été retiré par les confédérés pendant la guerre de Sécession pour contrecarrer les efforts de l'Union Navy visant à bloquer la baie de Tampa, mais a été remis en place après la guerre.
En 1944, la lanterne a été retirée de la tour du phare et remplacée par une balise aérienne. Les garde-côtes ont continué de servir le phare jusqu'en 1990, date à laquelle il est devenu l'un des derniers phares à être automatisé aux États-Unis. L'érosion des plages a de nouveau menacé le phare et du sable a été pompé dans la plage devant la tour en 2000. En 2001, la Garde côtière a annoncé son intention de désactiver le feu, mais en juillet 2016, elle ne l'avait pas encore fait. La Garde côtière a déclaré la propriété excédentaire du phare et l'a confiée à la General Services Administration pour qu'elle soit vendue.

## Description
Le phare   est une tour conique en brique de 26 m de haut, avec une galerie circulaire et maintenant sans lanterne, au pied de plusieurs petites habitations. La tour est peinte en blanc.
Son feu maritime émet, à une hauteur focale de 26 m, un éclat blanc par période de 15 secondes. La portée de la balise est de 24 milles nautiques (environ 44 km).
Identifiant : ARLHS : USA-269 ; USCG : 3-1370 ; Admiralty : J3144 .

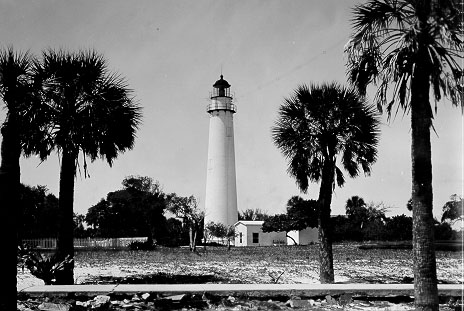
Le phare (photo USCG)
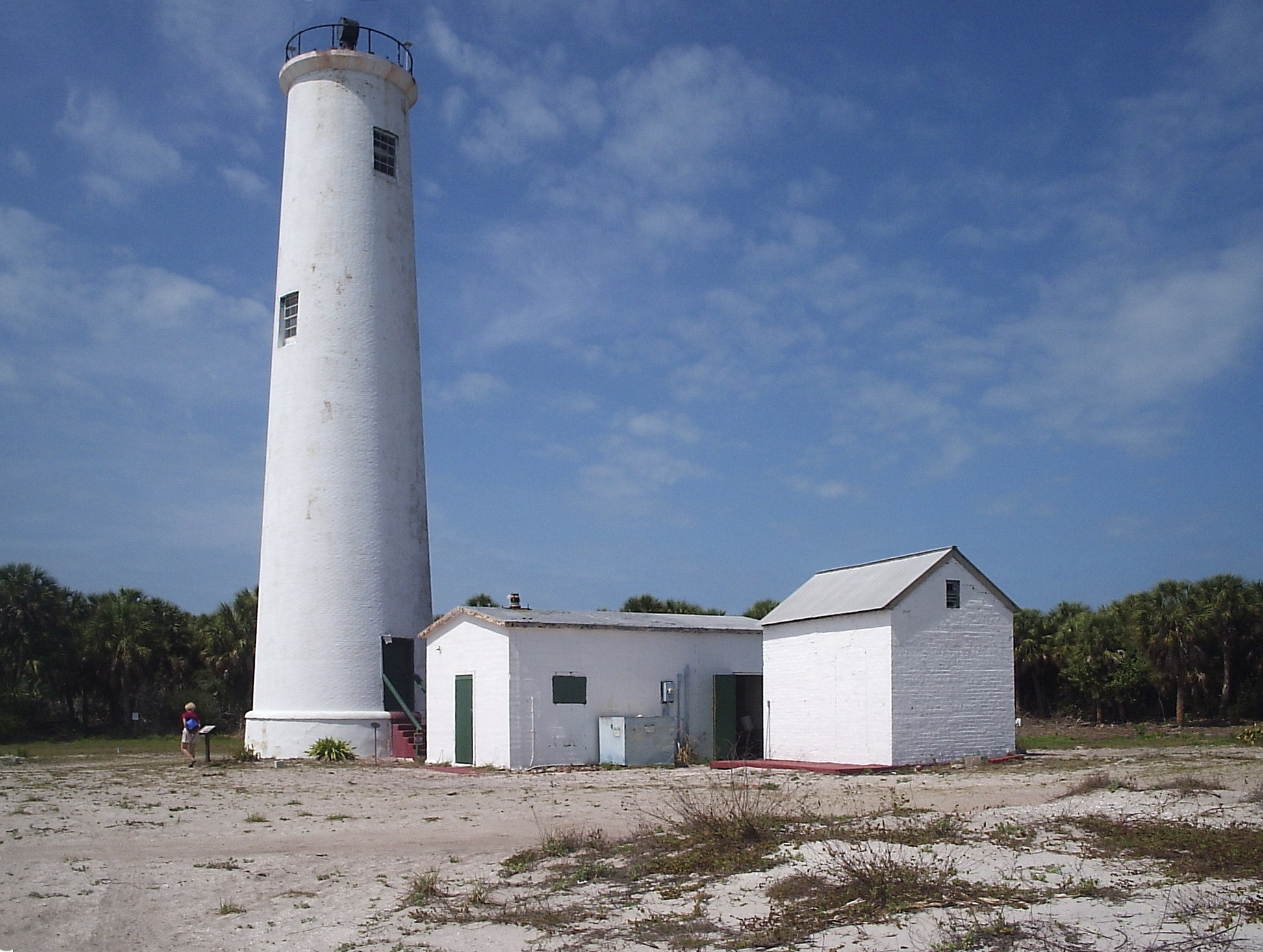
Le phare
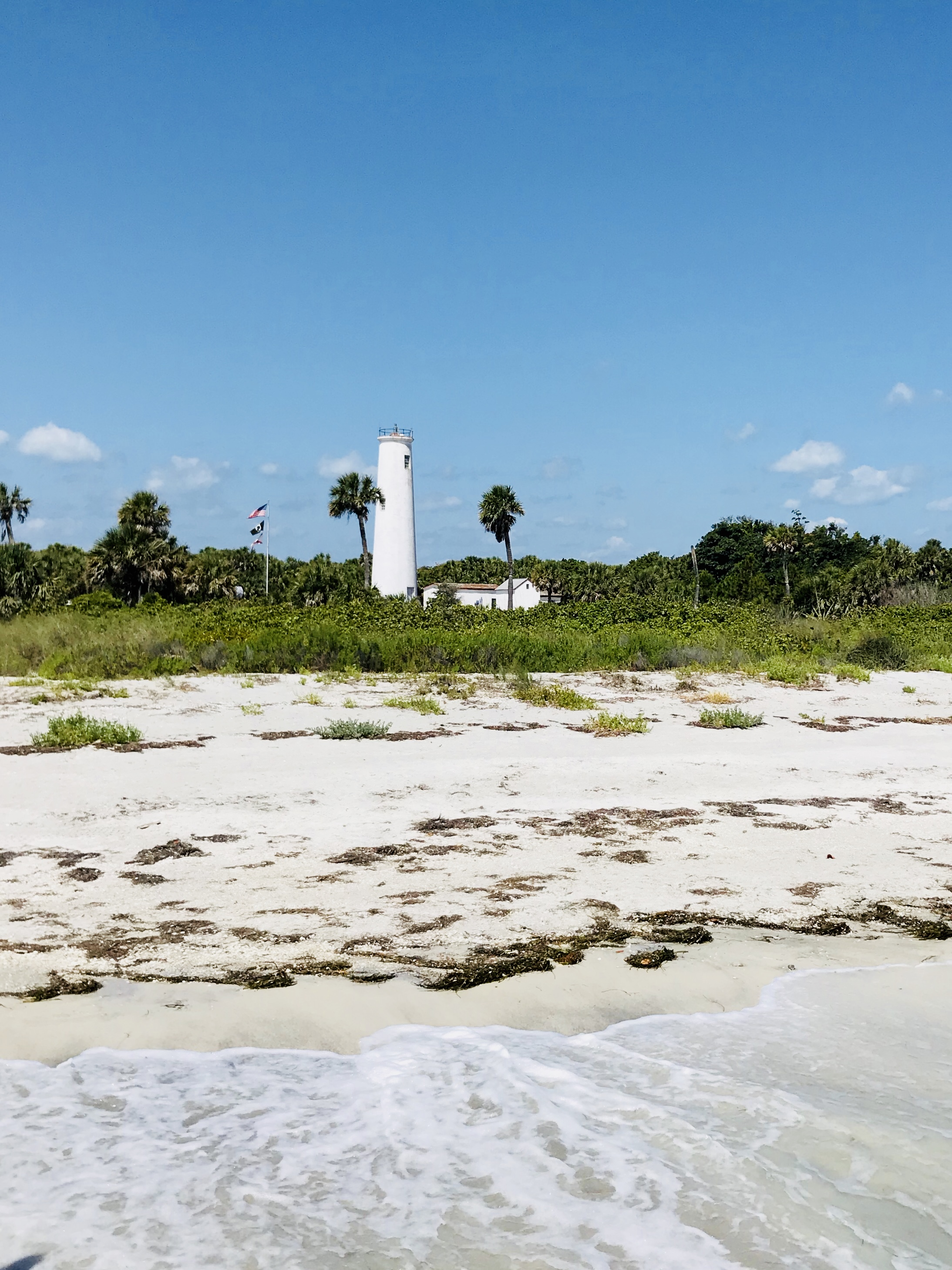
Egmont Key State Park

### Lien connexe
- Liste des phares en Floride